# 해운대구·기장군 갑
해운대구·기장군 갑은 대한민국의 옛 국회의원 선거구이다. 부산광역시 해운대구 일부 지역을 관할하였다. 이름과 달리 이 선거구에는 기장군이 속하지 않는다.

## 역사
제15대 국회의원 선거를 앞두고 해운대구 선거구에서 분리되면서 신설되었다. 신설 당시 해운대구의 우동, 중동, 재송동, 반여동, 반송동을 관할했다.
제20대 국회의원 선거를 앞두고 기장군의 인구가 증가하게 되면서 기장군 단독 선거구가 되었으며 해운대구 지역은 다시 해운대구 갑, 해운대구 을 선거로 나누어지게 됨에 따라 폐지되었다.

## 관할 구역

### 해운대구
- 우1동
- 우2동
- 중1동
- 반여1동
- 반여2동
- 반여3동
- 반여4동
- 반송1동
- 반송2동
- 반송3동
- 재송1동
- 재송2동

## 역대 국회의원
| 선거   | 정당 | 정당     | 의원   |
| ------ | ---- | -------- | ------ |
| 1996년 |      | 신한국당 | 김운환 |
| 2000년 |      | 한나라당 | 손태인 |
| 2002년 |      | 한나라당 | 서병수 |
| 2004년 |      | 한나라당 | 서병수 |
| 2008년 |      | 한나라당 | 서병수 |
| 2012년 |      | 새누리당 | 서병수 |
| 2014년 |      | 새누리당 | 배덕광 |

## 역대 선거 결과

### 대한민국 제15대 국회의원 선거
|  | 49.15% |

|  | 47.65% |

|  | 3.18% |

### 대한민국 제16대 국회의원 선거
|  | 65.79% |

|  | 21.45% |

|  | 12.75% |

### 2002년 대한민국 재보궐선거
|  | 69.56% |

|  | 20.06% |

|  | 8.80% |

|  | 1.58% |

### 대한민국 제17대 국회의원 선거
|  | 55.55% |

|  | 44.44% |

### 대한민국 제18대 국회의원 선거
|  | 64.97% |

|  | 17.25% |

|  | 7.92% |

|  | 7.45% |

|  | 2.38% |

### 대한민국 제19대 국회의원 선거
|  | 55.52% |

|  | 40.27% |

|  | 4.19% |

### 2014년 대한민국 재보궐선거
|  | 65.60% |

|  | 34.39% |